# Èldar
Èldar és una raça fictícia creada per J. R. R. Tolkien al seu legendarium.
Èldar és el plural d'elda, que en quenya significa «poble dels estels».

## Història
Es donà aquest nom als elfs que emprengueren la Gran Marxa dels Elfs: els Vànyar, els Nóldor i els Teleri (tot i que originàriament el terme abastava tots els elfs).
Foren convidats a deixar Cuiviénen, lloc on nasqueren, i a viatjar cap a Aman pel Vala Oromë. N'hi hagué alguns que es desviaren abans d'arribar a Beleríand, a aquests se'ls conegué com els Nóldor. Un cop a Beleríand Ulmo remolcà els Vànyar i els Nóldor fins a Aman, demorant-se els Teleri. Temps més tard, alguns Teleri continuaren el camí dels seus germans i un cop a Aman visqueren, primer a Tol Eressëa, i després a Alqualondë. Els Teleri es quedaren definitivament a Beleríand i foren coneguts com els Síndar.
Els Vànyar visqueren a Vàlinor, els Teleri a Eldamar i els Nóldor, a causa del jurament de Fèanor, emigraren novament a la Terra Mitjana.

Divisions dels elfs